# Ryan Nugent-Hopkins
Ryan Nugent-Hopkins (ur. 12 kwietnia 1993 w Burnaby) – kanadyjski hokeista, reprezentant Kanady.

## Kariera klubowa
- Vancouver NW Giants (2008-2009)
- Red Deer Rebels (2009-2011)
- Edmonton Oilers (2011-)
  -  Oklahoma City Barons (2012)

Do 2011 roku grał w juniorskiej drużynie Red Deer Rebels, występującej w lidze WHL. W jej barwach został uznany najlepszym debiutantem rozgrywek w sezonie 2009/2010 i uhonorowany nagrodą Jim Piggott Memorial Trophy. 24 czerwca 2011 roku został wybrany z numerem pierwszym w drafcie NHL przez drużynę Edmonton Oilers. Z nią rozegrał sezon NHL (2011/2012). We wrześniu został przekazany do amerykańskiego klubu Oklahoma City Barons. W związku z zakończeniem lokautu na początku 2013 roku powrócił do Edmonton.

## Kariera reprezentacyjna
Został reprezentantem juniorskim Kanady. Występował w kadrach juniorskich kraju w turniejach mistrzostw świata do lat 20 w 2013. Kadra nie zdobyła medalu (przegrała mecz o 3. miejsce), a Nugent-Hopkins był najskuteczniejszym zawodnikiem turnieju i został wybrany najlepszym napastnikiem mistrzostw. W barwach seniorskiej kadry uczestniczył w turniejach mistrzostw świata w 2012, 2018. W barwach zespołu Ameryki Północnej do lat 23 brał udział w turnieju Pucharu Świata 2016.

## Statystyki

### Sezon zasadniczy i play-off
| 2008–09     | Red Deer Rebels      | WHL         | 5   | 2  | 4   | 6   | 0  | – | – | – | –  | – |
| 2009–10     | Red Deer Rebels      | WHL         | 67  | 24 | 41  | 65  | 28 | 4 | 0 | 2 | 2  | 0 |
| 2010–11     | Red Deer Rebels      | WHL         | 69  | 31 | 75  | 106 | 51 | 9 | 4 | 7 | 11 | 6 |
| 2011–12     | Edmonton Oilers      | NHL         | 62  | 18 | 34  | 52  | 16 | – | – | – | –  | – |
| 2012–13     | Oklahoma City Barons | AHL         | 19  | 8  | 12  | 20  | 6  | – | – | – | –  | – |
| 2012–13     | Edmonton Oilers      | NHL         | 40  | 4  | 20  | 24  | 8  | – | – | – | –  | – |
| 2013–14     | Edmonton Oilers      | NHL         | 80  | 19 | 37  | 56  | 26 | – | – | – | –  | – |
| 2014–15     | Edmonton Oilers      | NHL         | 76  | 24 | 32  | 56  | 25 | – | – | – | –  | – |
| 2015–16     | Edmonton Oilers      | NHL         | 55  | 12 | 22  | 34  | 18 | – | – | – | –  | – |
| NHL łącznie | NHL łącznie          | NHL łącznie | 313 | 77 | 145 | 222 | 93 | – | – | – | –  | – |

### Międzynarodowe
| Rok                | Drużyna            | Turniej            | Wynik              | M  | G | A  | Pkt | Min |
| ------------------ | ------------------ | ------------------ | ------------------ | -- | - | -- | --- | --- |
| 2010               | Kanada             | IH18               | 1st                | 5  | 5 | 2  | 7   | 6   |
| 2012               | Kanada             | MŚ                 | 5                  | 8  | 4 | 2  | 6   | 4   |
| 2013               | Kanada             | MŚJ                | 4                  | 6  | 4 | 11 | 15  | 4   |
| 2016               | Team North America | PŚ                 | 5                  | 3  | 1 | 2  | 3   | 2   |
| Juniorskie łącznie | Juniorskie łącznie | Juniorskie łącznie | Juniorskie łącznie | 11 | 9 | 13 | 22  | 10  |
| Seniorskie łącznie | Seniorskie łącznie | Seniorskie łącznie | Seniorskie łącznie | 11 | 5 | 4  | 9   | 6   |

## Sukcesy
Indywidualne
- Sezon WHL / CHL 2009/2010:

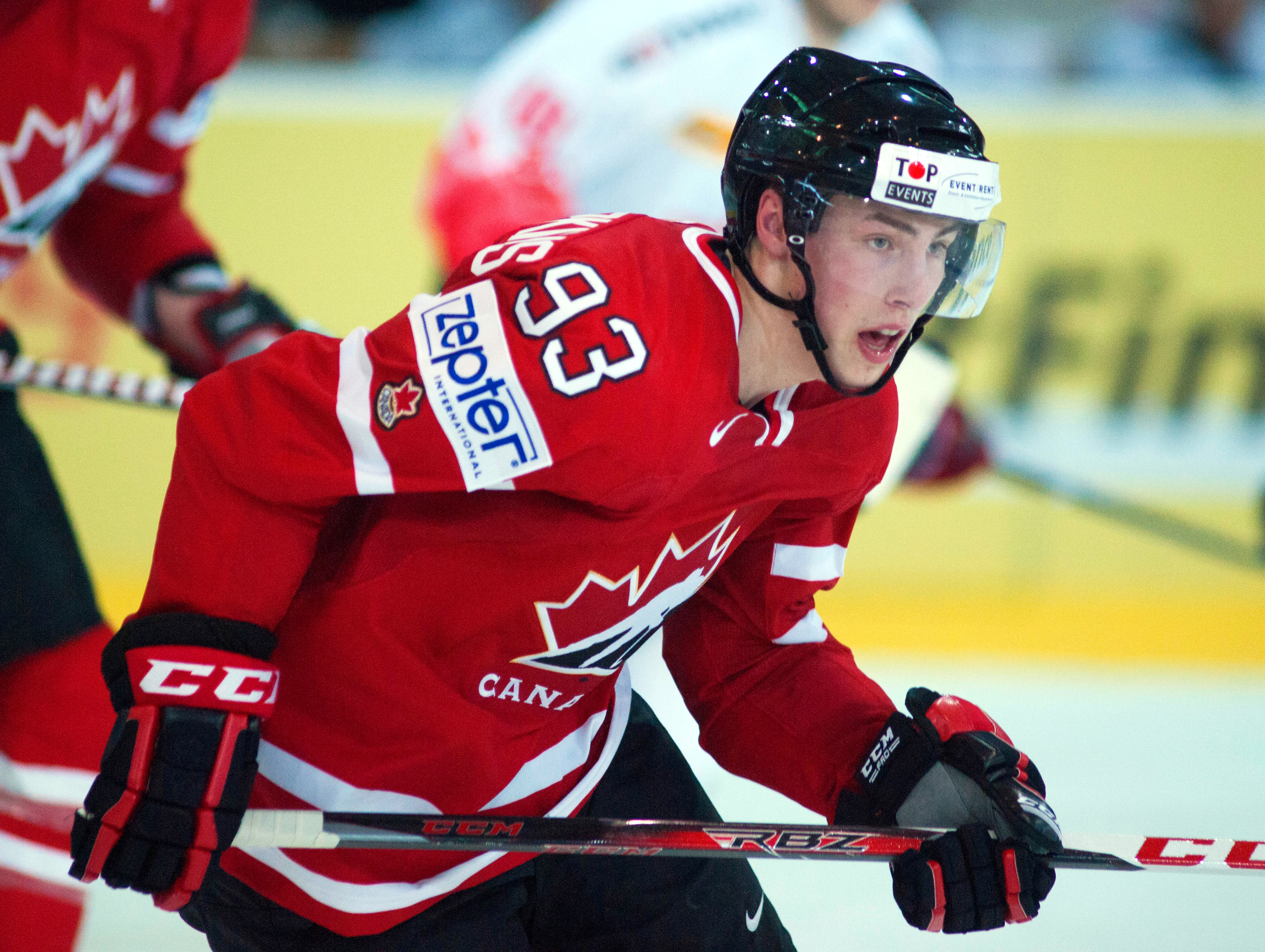
Ryan Nugent-Hopkins w barwach Kanady (2012)

  - Skład gwiazd pierwszoroczniaków CHL
  - Jim Piggott Memorial Trophy
- Sezon WHL / CHL 2010/2011:
  - CHL Top Draft Prospect Award
  - CHL Top Prospects Game
  - Pierwszy skład gwiazd Wschodu
  - Pierwsze miejsce w klasyfikacji asystentów w WHL: 75 asyst
- Mistrzostwa Świata Juniorów w Hokeju na Lodzie 2013/Elita:
  - Pierwsze miejsce w klasyfikacji asystentów turnieju: 11 asyst
  - Pierwsze miejsce w klasyfikacji kanadyjskiej turnieju: 15 punktów
  - Pierwsze miejsce w klasyfikacji +/− turnieju: +6
  - Jeden z trzech najlepszych zawodników reprezentacji
  - Skład gwiazd turnieju
  - Najlepszy napastnik turnieju
- Mistrzostwa Świata w Hokeju na Lodzie 2018/Elita:
  - Jeden z trzech najlepszych zawodników reprezentacji w turnieju[2]